# Weeton-with-Preese
Weeton-with-Preese – civil parish w Anglii, w hrabstwie Lancashire, w dystrykcie Fylde. Leży 60 km na północny zachód od miasta Manchester i 318 km na północny zachód od Londynu. W 2001 miejscowość liczyła 1096 mieszkańców.